# 恰西夫亚尔
恰西夫亞爾（烏克蘭語：Часів Яр，羅馬化：Chasiv Yar，發音：[ˈt͡ʃɑs⁽ʲ⁾iu̯ jɑr] ⓘ），又译恰索夫亞爾，是乌克兰东部顿涅茨克州巴赫穆特区恰西夫亚尔市镇的城市及行政中心。恰西夫亞爾位於巴赫穆特以西約19公里處，距離州府頓涅茨克66公里；頓涅茨—頓巴斯運河流經其東部，該城只有一小部分位於運河東側。恰西夫亞爾始建於1876年，面積18平方公里，海拔高度227米，2022年1月時的人口数量为12,250人。

## 历史

### 早期
恰西夫亞爾是一個著名的定居點，其歷史可以追溯到1876年，當時一位俄羅斯貴族建立了耐火材料場地來加工該地區豐富的當地粘土。至19世紀末，當地已有20餘家耐火磚製造廠。
1917年俄國革命後，蘇維埃政權於12月在本地成立。1938年，本地提升為城市的地位。

### 20世纪
經過1937年蘇聯人口普查後，恰西夫亞爾於1938年獲得蘇聯城市地位。在第二次世界大戰期間，恰西夫亞爾曾於1941年10月28日至1943年9月5日被德軍佔領，後來為紅軍奪回。
在蘇聯時期，恰西夫亞爾擁有烏克蘭最大的耐火製品廠，也是蘇聯最大的耐火製品廠之一。當時市內有四所中學、兩座體育場與兩所綜合小學。1960年代後，耐火磚廠與當地礦物局合併，並開設地方歷史博物館。蘇聯解體前，人口統計有約2萬人。
烏克蘭從蘇聯獨立之後，烏克蘭實行私有化改革。1995年起，當地耐火磚等設備工廠皆被私有化。2014年顿巴斯战争後，相關工廠陸續停產。

### 21世纪

#### 俄乌战争

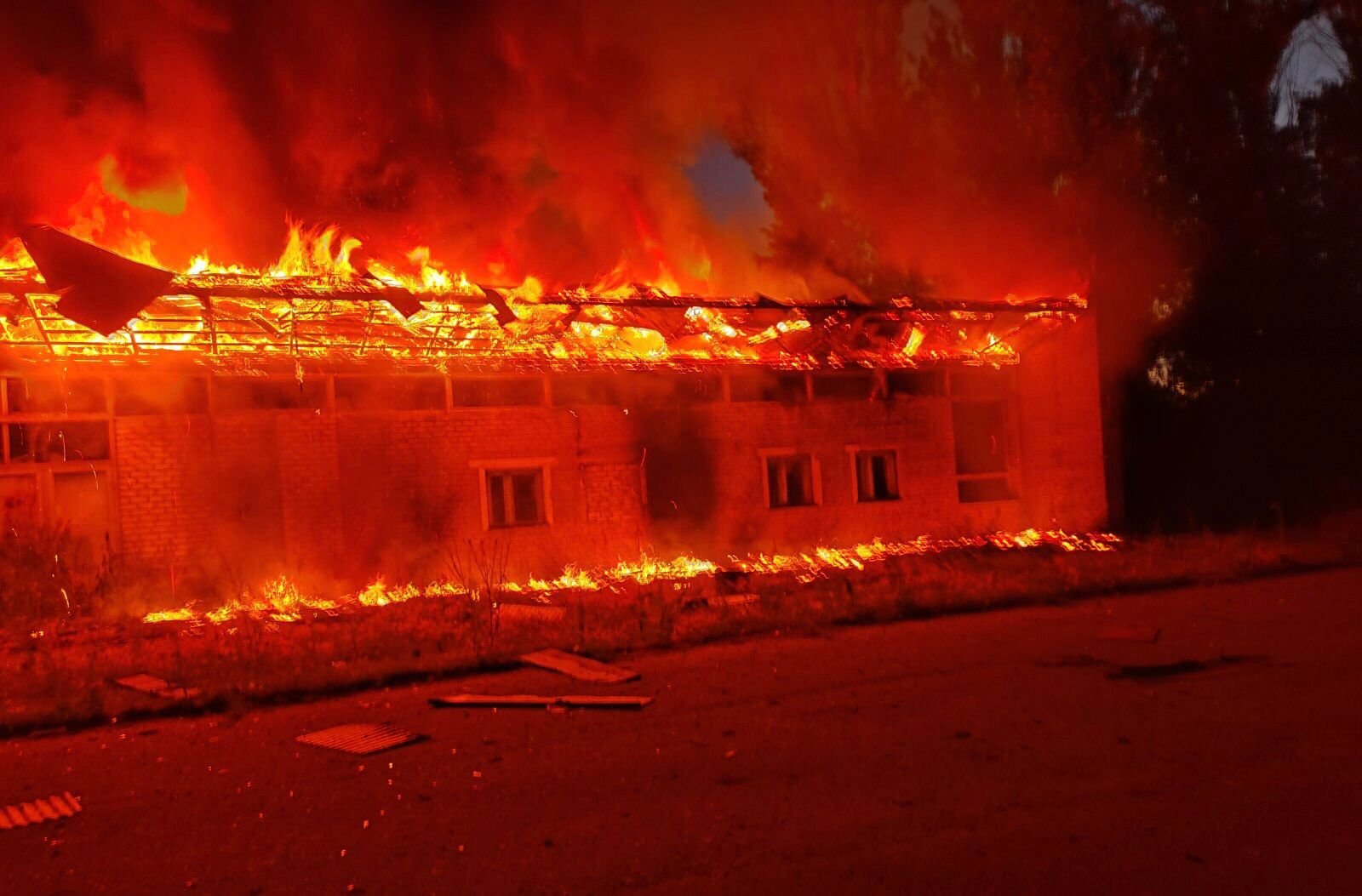
2022年7月9日遭受砲擊後在焚燒的恰西夫亞爾火車站

在2014年5月11日，恰西夫亞爾當地曾舉行有關創立頓涅茨克人民共和國的争议性公投，其主要舉辦者為當地公車司機尤里·卡尔佩琴科。
2022年7月9日，俄羅斯火箭彈襲擊該市，並摧毀了恰西夫亞爾火車站及損壞了一幢住宅大廈。在同一日，一枚飛彈襲擊了當地一個住宅區，並導致一幢五層樓高的住宅大廈倒塌，造成至少 48 人死亡，死者包括一名小童。
繼2023年1月16日失去索萊達爾和1月20日克里什奇夫卡陷落後，恰西夫亞爾成為烏克蘭在頓內茨克前線防禦的關鍵中心，因為它成為烏克蘭軍隊和物資進出被圍困地區巴赫穆特市的唯一通道。當時該座城市是重組陣地，烏克蘭軍隊從當地輪流進出巴赫穆特，讓他們有時間休息和補給。俄羅斯入侵烏克蘭前，恰西夫亞爾有 15,000 名居民，到 2023 年 3 月，該市只剩下約 1,500 名居民。留下的居民大多居住在被燒毀的建築物的地下室中。商店不再存在，人們只能依靠外界的人道援助維持生命。發往該市的援助大多來自聯合國人道事務協調廳，其一支大型補給車隊已於 2023 年 3 月 10 日抵達該市。
2023年3月14日，兩枚裝有白磷彈的彈體發射至該市南部邊緣的一條道路上。同月25日，該市遭到砲擊，造成一名平民死亡。到2023年4月初，該市居民只剩下數百人。
2023年5月7日，俄羅斯對市內的烏克蘭陣地發動地面攻擊，但未成功。同月8、9、10日，烏軍亦擊退了俄軍的進攻。5月9日，法新社法國戰地記者阿爾曼·索爾丁在恰西夫亞爾被俄羅斯火箭攻擊身亡。
俄軍佔領巴赫穆特的所有重要地區後，恰西夫亞爾成為一個堅固的前砲兵基地，支持烏克蘭軍隊的側翼攻擊，並砲擊巴赫穆特境內的俄羅斯軍隊。頓內茨克州長帕夫洛·基里連科報告稱，該市於7月23日遭到俄羅斯集束彈藥襲擊。2023年8月時，恰西夫亞爾市的廢墟中居住著略多於1,000名的平民，他們對人道主義援助的依賴程度有所降低，因為春季和夏季允許他們維護花園以種植農產品。
2023年9月10日，一輛載有四名外國援助組織人員的汽車遭到俄羅斯軍隊的砲擊，該組織名為「救援之路」，是一家總部位於西班牙的非政府組織，為頓巴斯的平民提供人道支持。救援之路的需求評估團隊的工作是走訪前線並確定在哪裡分配資源。該組織的負責人西班牙人艾瑪·伊瓜爾（Emma Igual）和加拿大人安東尼·伊格納特（Anthony Ignat）被殺，瑞典志願者約翰·蒂爾（Johan Tyr）和德國志願者魯本馬威克（Ruben Mawick）被疏散到醫院，身體狀況穩定下來。

### 恰西夫亞爾戰役
2023年12月26日，俄羅斯軍隊首次向恰西夫亞爾發動攻擊。剛晉升的烏克蘭武裝部隊總司令亞歷山大·瑟爾斯基表示，俄羅斯從 2024 年 1 月 3 日開始恢復對恰西夫亞爾的地面攻勢。瑟爾斯基報告稱，俄軍在該市北部、靠近波赫丹尼夫卡村的地方發動了大規模攻擊。該市剩餘的 800 名居民（主要是老年居民）幾乎都表示，如果俄軍佔領了恰西夫亞爾，他們將與烏克蘭軍隊一起撤離。
2024年4月4日，俄羅斯對恰西夫亞爾進行首次直接攻擊，戰鬥正式開始。當日俄軍第98近卫空降師突破烏克蘭武裝部隊在恰索夫亞爾地區的防禦，進入該市郊區。4月5日起，俄乌双方在此展开城市争夺战。
5月1日，俄羅斯軍隊逐漸逼近運河。恰索夫亚尔的乌军防禦工事主要依靠这條沿著城市東部邊緣延伸的30公尺寬的運河，曾用於從頓涅茨河引水以供該地區的冶金工業，是裝甲車的現成屏障。7月3日，戰爭研究所指出，俄羅斯和烏克蘭消息來源都聲稱恰西夫亞爾運河小區已被俄羅斯武裝部隊佔領。戰爭研究所確認的地理定位鏡頭表明資訊是正確的，這使恰西夫亞爾的運河小區被標記為在俄羅斯控制之下。俄羅斯國防部當天聲稱他們的部隊也完全佔領了諾維微（Novyi）區。
至2025年3月初，俄軍佔據該市北部、東部與部分南部區域，但市議會與市醫院仍在烏軍控制區中，兩軍在該市西南區激戰。7月31日，俄羅斯宣稱佔領了恰西夫亞爾。雖然這一消息遭到烏克蘭方面的否認，但路透社證實，俄軍已在當地升起了俄羅斯國旗。

## 交通
恰西夫亞爾火車站於1878年啟用，是克拉馬托爾斯克—巴赫穆特鐵路的中途站，距離克拉馬托爾斯克站30公里、巴赫穆特I站20公里。該站的客運服務已於2000年代早期終止。該站於2022年7月9日焚燬前屬貨運站。

## 人口
2001年時恰西夫亞爾居民的民族組成：
| \| 恰西夫亞爾的民族 \| 恰西夫亞爾的民族 \| 恰西夫亞爾的民族 \| 恰西夫亞爾的民族 \| 恰西夫亞爾的民族 \| \| ---------------- \| ---------------- \| ---------------- \| ---------------- \| ---------------- \| \| \| \| \| 百分比 \| \| \| 烏克蘭人 \| 烏克蘭人 \| \| 73.13% \| 73.13% \| \| 俄羅斯人 \| 俄羅斯人 \| \| 24.47% \| 24.47% \| \| 白俄羅斯人 \| 白俄羅斯人 \| \| 0.50% \| 0.50% \| \| 亞美尼亞人 \| 亞美尼亞人 \| \| 0.23% \| 0.23% \| \| 克里米亞韃靼人 \| 克里米亞韃靼人 \| \| 0.23% \| 0.23% \| |                |  |        |        |
| 恰西夫亞爾的民族 |                |  |        |        |
| |                |  | 百分比 |        |
| 烏克蘭人 | 烏克蘭人       |  | 73.13% | 73.13% |
| 俄羅斯人 | 俄羅斯人       |  | 24.47% | 24.47% |
| 白俄羅斯人 | 白俄羅斯人     |  | 0.50%  | 0.50%  |
| 亞美尼亞人 | 亞美尼亞人     |  | 0.23%  | 0.23%  |
| 克里米亞韃靼人 | 克里米亞韃靼人 |  | 0.23%  | 0.23%  |

2001年時當地居民的母語分佈為：
| \| 恰西夫亞爾居民的母語 \| 恰西夫亞爾居民的母語 \| 恰西夫亞爾居民的母語 \| 恰西夫亞爾居民的母語 \| 恰西夫亞爾居民的母語 \| \| -------------------- \| -------------------- \| -------------------- \| -------------------- \| -------------------- \| \| \| \| \| 百分比比 \| \| \| 烏克蘭語 \| 烏克蘭語 \| \| 52.4% \| 52.4% \| \| 俄語 \| 俄語 \| \| 46.6% \| 46.6% \| \| 亞美尼亞語 \| 亞美尼亞語 \| \| 0.2% \| 0.2% \| \| 白俄羅斯語 \| 白俄羅斯語 \| \| 0.1% \| 0.1% \| \| 摩爾多瓦語 \| 摩爾多瓦語 \| \| 0.1% \| 0.1% \| \| 羅姆語 \| 羅姆語 \| \| 0.1% \| 0.1% \| |            |  |          |       |
| 恰西夫亞爾居民的母語 |            |  |          |       |
| |            |  | 百分比比 |       |
| 烏克蘭語 | 烏克蘭語   |  | 52.4%    | 52.4% |
| 俄語 | 俄語       |  | 46.6%    | 46.6% |
| 亞美尼亞語 | 亞美尼亞語 |  | 0.2%     | 0.2%  |
| 白俄羅斯語 | 白俄羅斯語 |  | 0.1%     | 0.1%  |
| 摩爾多瓦語 | 摩爾多瓦語 |  | 0.1%     | 0.1%  |
| 羅姆語 | 羅姆語     |  | 0.1%     | 0.1%  |

## 地方经济
其戰前經濟以運河和工廠為中心，生產鋼筋混凝土產品和開採耐高溫的耐火粘土，並用其製造磚塊等產品。

## 战略地位
恰西夫亞爾是烏克蘭陸軍的重要後勤中心之一。這座山頂小鎮是烏克蘭最後的天然屏障之一，它位於顿涅茨克岭地勢較高的地方，曾多次作為烏克蘭軍隊的重組點和前線砲兵基地。失去恰索夫亞爾將對烏克蘭在康斯坦丁諾夫卡、斯拉維揚斯克和克拉馬托爾斯克的陣地構成威脅。